# Hector Ayca
Hector Ayca (Callao, Perú; 23 de mayo de 1929-Ibidem; 8 de septiembre de 2012) fue un futbolista peruano que se desempeñó como defensa izquierdo.

## Trayectoria
Se inició en el fútbol en el Club Carlos Concha, después pasó al Unión Callao, donde fue campeón en 1950 y ascendió a la primera división. Para después en 1952 ser fichado por el Club Atlético Chalaco.En un Clásico Porteño, sufrió una grave lesión a la rodilla, cuando en una jugada tuvo un choque con el rosado Guillermo Barbadillo. A pesar de la lesión Marcos Calderon que era en esa época entrenador del Sport Boys Association, solicitó a la dirigencia la contratación de Ayca. El cual firmó el contrato, pero en los entrenamientos ya no se sentía bien para seguir jugando y se retiró del futbol.
Se casó con Elsa Castillo Napuri en 1960, formando una familia con cuatro hijos: Marianella, Hector Omar, Iván Enrique y Verónica Elsa.

## Clubes
| Club                   | País | Temporada |
| ---------------------- | ---- | --------- |
| Club Carlos Concha     | Perú | 1948-1949 |
| Unión Callao           | Perú | 1950-1951 |
| Club Atlético Chalaco  | Perú | 1952-1954 |
| Sport Boys Association | Perú | 1955      |

## Palmarés

#### Campeonatos nacionales
| Título           | Club         | País | Año  |
| ---------------- | ------------ | ---- | ---- |
| Segunda División | Unión Callao | Perú | 1950 |